# Currie Cup 1982
La Currie Cup de 1982 fue la cuadragésimo cuarta edición del principal torneo de rugby provincial de Sudáfrica.
El campeón fue el equipo de Western Province quienes obtuvieron su vigésimo tercer campeonato.

## Participantes

### Fase Final
| Equipo              | Título                   |
| ------------------- | ------------------------ |
| Northern Transvaal  | Ganador División A       |
| Western Province    | Segundo Lugar División A |
| Natal               | Ganador División B       |
| Northern Free State | Segundo Lugar División B |

### Semifinal
| 1982 | Western Province | 47 - 18 | Natal |  |  |

| 1982 | Northern Free State | 21 - 24 | Northern Transvaal |  |  |

### Final
| 1982 | Western Province | 24 - 7 | Northern Transvaal | Ciudad del Cabo, |  |

### Campeón
| Bandera de Sudáfrica     |
| Campeón Western Province |
| Vigésimo tercer título   |